# Canton de Saint-Jean-Soleymieux
Le canton de Saint-Jean-Soleymieux est une ancienne division administrative française située dans le département de la Loire et la région Rhône-Alpes.

## Géographie
Ce canton était organisé autour de Saint-Jean-Soleymieux dans l'arrondissement de Montbrison. Son altitude variait de 399 m (Boisset-Saint-Priest) à 1 236 m (Gumières) pour une altitude moyenne de 763 m.

## Représentation

### Conseillers d'arrondissement (de 1833 à 1940)
| Période                                  | Période      | Identité                        | Étiquette             | Qualité |
| ---------------------------------------- | ------------ | ------------------------------- | --------------------- | --- |
| 1833                                     | 1848         | Joseph Bouvier (1771-1852)      |                       | Marchand, percepteur des contributions directes, juge de paix à Soleymieux                                  |
|                                          |              |                                 |                       | |
| 1870                                     | 1873 (décès) | Jean Antoine Robert (1795-1873) |                       | Notaire, maire de Saint-Jean-Soleymieux                                                                     |
|                                          |              |                                 |                       | |
|                                          | 1882         | Jean-Baptiste Chantemerle       | Républicain           | Médecin, officier de santé à Soleymieux                                                                     |
|                                          |              |                                 |                       | |
| 11 déc. 1910                             | 1911         | Jean Surieux                    | Républicain           | Négociant, maire de Soleymieux                                                                              |
| 3 déc. 1911                              |              | Hippolyte Bayle                 | Républicain démocrate | Maire de Lavieu                                                                                             |
|                                          |              |                                 |                       | |
| 1934                                     | 1940         | Jean Marie Dubost               |                       | Cultivateur à Chabannes, maire de Marols                                                                    |
| 1940                                     |              |                                 |                       | Les conseils d'arrondissement ont été suspendus par la loi du 12 octobre 1940 et n'ont jamais été réactivés |
| Les données manquantes sont à compléter. |              |                                 |                       | |

### Conseillers généraux de 1833 à 2015
| Période      | Période          | Identité                                                 | Étiquette           | Qualité                                                                                |
| ------------ | ---------------- | -------------------------------------------------------- | ------------------- | -------------------------------------------------------------------------------------- |
| 1833         | 1852             | Joseph d'Assier (Dassier)                                |                     | Propriétaire à Feurs et à Marols                                                       |
| 1852         | 1860 (décès)     | Charles-Wangel Bret                                      | Majorité dynastique | Propriétaire à Précieux, ancien Préfet de la Loire Sénateur (1853-1860)                |
| 1860         | 1870 (décès)     | Eugène d'Assier de Valenches (fils de P.d'Assier)        |                     | Propriétaire, maire de Feurs                                                           |
| 1870         | 1877             | Emmanuel Victor d'Assier de Valenches                    | Droite              | Propriétaire du château de Valenches à Marols                                          |
| 1877         | 1881 (démission) | Alfred Avril                                             | Républicain         | Maire de Montbrison                                                                    |
| 1881         | 1882 (décès)     | Jean-Baptiste Chantemerle                                | Républicain         | Médecin, officier de santé à Soleymieux, conseiller d'arrondissement                   |
| 1883         | 1895             | André-Florimond Chollet                                  | Républicain         | Propriétaire à Saint-Thomas-la-Garde Député (1888-1893)                                |
| 1895         | 1899 (décès)     | Maurice d'Assier de Valenches (fils d'Emmanuel d'Assier) | Républicain         | Propriétaire du château de Valenches à Marols                                          |
| 1899         | 1911 (décès)     | André Chollet                                            | Républicain         | Propriétaire à Saint-Thomas-la-Garde Député (1888-1893) Sénateur (1906-1911)           |
| 1911         | 1919             | Jean Surieux                                             | Républicain         | Négociant - Maire de Saint-Jean-Soleymieux, conseiller d'arrondissement                |
| 1919         | 1929 (décès)     | Jean Beyssac                                             |                     | Historien, conseiller municipal de Chenereilles                                        |
| 1929         | 1937             | Marius Avril                                             | Républicain Ind.    | Propriétaire à Thinereilles, Saint-Jean-Soleymieux                                     |
| 1937         | 1940             | Jean-Baptiste Mazet                                      | Rad.                | Maréchal-ferrant Maire de Saint-Jean-Soleymieux Nommé conseiller départemental en 1943 |
|              |                  |                                                          |                     |                                                                                        |
| 1945         | 1946 (décès)     | Léon Thévenot                                            | MRP                 | Médecin, lieutenant-colonel, Saint-Jean-Soleymieux                                     |
| 31 mars 1946 | 1951             | Antoine Courtial                                         | SFIO                | Cultivateur et hôtelier Maire de Luriecq                                               |
| 1951         | 1958             | M. Royet                                                 | DVD                 |                                                                                        |
| 1958         | 1958 (décès)     | Charles Ditvial                                          | MRP                 | Maire de Saint-Jean-Soleymieux                                                         |
| 1958         | 1964             | Jean-François Brignon                                    | MRP                 | Maire de Saint-Jean-Soleymieux                                                         |
| 1964         | 1970             | Comte Jean de Chavagnac (1913-2003)                      | MRP                 | Ingénieur, Marols                                                                      |
| 1970         | 1982             | Claudius Granger                                         | Rad. puis MRG       | Instituteur Maire de Saint-Jean-Soleymieux                                             |
| 1982         | 1994             | Robert Barale                                            | DVD puis UDF        | Médecin Maire de Saint-Jean-Soleymieux                                                 |
| 1994         | 2001             | Marie-Édith Tomasini                                     | RPR                 | Magistrate Maire de Saint-Georges-Haute-Ville                                          |
| 2001         | 2015             | Serge Vray                                               | Apparenté PCF       | Technicien chez Giat Industrie Maire de Chenereilles (1989-2020)                       |

## Composition
Le canton de Saint-Jean-Soleymieux groupait treize communes et comptait 5 807 habitants (recensement de 1999 sans doubles comptes).
| Communes                  | Population (2012) | Code postal | Code Insee |
| ------------------------- | ----------------- | ----------- | ---------- |
| Boisset-Saint-Priest      | 880               | 42560       | 42021      |
| La Chapelle-en-Lafaye     | 108               | 42380       | 42050      |
| Chazelles-sur-Lavieu      | 177               | 42560       | 42058      |
| Chenereilles              | 312               | 42560       | 42060      |
| Gumières                  | 253               | 42560       | 42107      |
| Lavieu                    | 77                | 42560       | 42117      |
| Luriecq                   | 766               | 42380       | 42126      |
| Margerie-Chantagret       | 510               | 42560       | 42137      |
| Marols                    | 331               | 42560       | 42140      |
| Montarcher                | 75                | 42380       | 42146      |
| Saint-Georges-Haute-Ville | 1 122             | 42610       | 42228      |
| Saint-Jean-Soleymieux     | 726               | 42560       | 42240      |
| Soleymieux                | 470               | 42560       | 42301      |

## Démographie
| 1962  | 1968  | 1975  | 1982  | 1990  | 1999  | 2006  | 2011  | 2012  |
| ----- | ----- | ----- | ----- | ----- | ----- | ----- | ----- | ----- |
| 4 775 | 4 397 | 4 127 | 4 525 | 5 112 | 5 807 | 6 655 | 7 679 | 7 831 |